# Gerhard Lüders
Gerhard Lüders (* 8. Oktober 1666 in Lübeck; † 2. September 1723 ebenda) war ein deutscher Kaufmann und Ratsherr der Hansestadt Lübeck.

## Leben
Gerhard Lüders war Sohn des 1689 in Lübeck verstorbenen Kaufmanns Johann Lüders. 1685 trat er bei einem deutschen Kaufmann in Riga in die kaufmännische Lehre. Nach dem Tode des Vaters übernahm er dessen Handelsgeschäft in Lübeck. Lüders war mit einer Tochter des Ratsherrn Marcus Meyer († 1697) verheiratet. Er wurde 1715 in den Lübecker Rat erwählt und wirkte dort als Kämmerer.